# Zonantes subfasciatus
Zonantes subfasciatus is een keversoort uit de familie schijnsnoerhalskevers (Aderidae). De wetenschappelijke naam van de soort werd in 1875 gepubliceerd door John Lawrence LeConte.